# 民谣金属
民謠金屬 是重金屬音樂的其中一個分支。它的演奏特色主要是加入了民謠用到的樂器，如小提琴、中提琴、豎琴等。

## 流行程度
民謠金屬樂團在自己本土的商業上發展沒有太大的成功，但卻在別的國家流行致富起來。 如Northumbrian 民謠金屬樂團Skyclad，在英國不太出名，但卻招徠歐洲、美洲大陸一大批的支持者。又如凱爾特金屬 樂團Cruachan，在愛爾蘭不太出名但卻在俄羅斯裡流行。然而整體而言，民謠金屬大多被視為離不開奇幻小說的內容。此類金屬樂團大多利用自己的民族文化注入重金屬音樂內，但因好奇的心態，此種特色吸引了不少人接觸。較出名的民謠金屬樂團有夜愿、Skyclad、Waylander、Cruachan、Vintersorg、Finntroll、Ensiferum、Korpiklaani、Turisas、Moonsorrow、Elvenking。

## 民謠金屬的先導者
毋庸置疑，Skyclad被公認為民謠金屬的先導者，但當時並未開始流行起來，直至90年代中期至末期出現了 Cruachan、Otyg 及 Windir 帶動民謠金屬的潮流。東歐成了很多具民謠色彩黑金屬樂團的發源地，如著名的Graveland和Nokturnal Mortum。樂團Bathory更首先發表專輯如Hammerheart，帶來了將維京神話、歷史元素注入民謠金屬的議論。 後來 Amon Amarth沿襲Bathory的特色，但用另一種曲風演繹，成了一支旋律死亡金屬的樂團。一些樂團雖把民謠金屬的特色加入歌詞上，但普遍並不被承認為民謠金屬類。

## 流派發展
- 異教黑金屬

- 凱爾特金屬

- 維京金屬

- 中東金屬

- 吠陀金屬

## 民謠金屬樂團列表
- Advaita
- Aes Dana
- Agalloch
- Butterfly Temple
- Bathory
- Black lotus（加拿大民谣金属）
- Borknagar
- Cruachan
- 閃靈Chthonic
- Eluveitie
- 精靈皇(Elvenking)
- Ensiferum
- Empylver（中国魔幻民谣金属）
- Equilibrium
- Falkenbach
- 芬蘭巨人(Finntroll)
- In Extremo
- Korpiklaani
- Mägo de Oz
- Metsatöll
- Midnattsol
- Moonsorrow
- 夜愿(Nightwish)
- Nokturnal Mortum
- Otyg
- Pagan Reign
- Primordial
- Rudra
- Storm
- Skyclad
- Skyforger
- Subway to Sally
- Turisas
- Thyrfing
- Trollfest
- Ulver
- Vintersorg
- Waylander
- Zpoan Vtenz
- Elexorien (band)
- EGO FALL